# 保定市文物保护单位

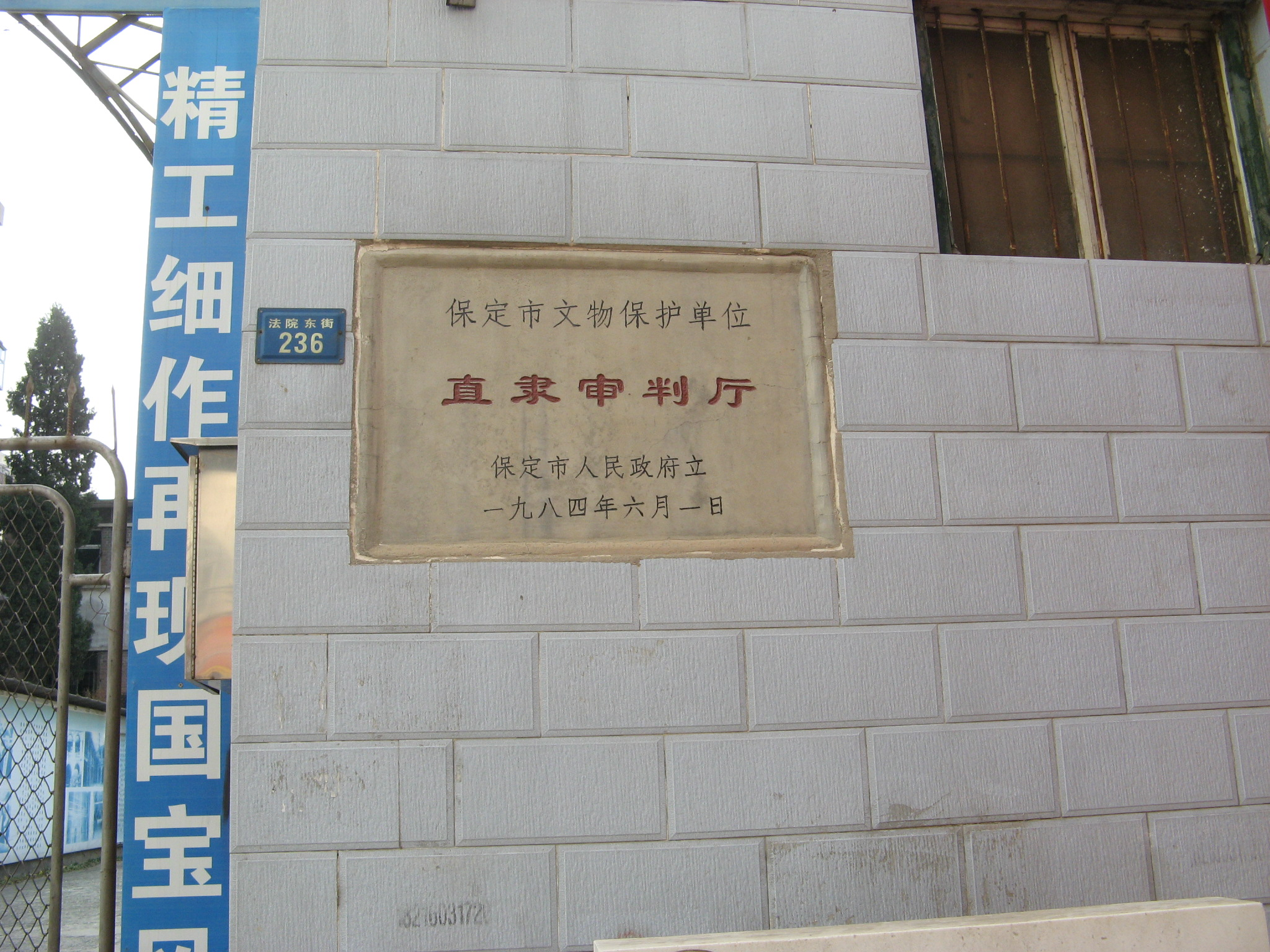
直隶审判厅的保定市文物保护单位碑

保定市文物保护单位是依照《中华人民共和国文物保护法》，由中华人民共和国河北省保定市人民政府公布的市级文物保护单位。保定市现已公布三批市级文物保护单位。

## 第一批
1984年6月，保定市人民政府公布了首批市级文物保护单位。据《中共保定党史大事记》，共17项。其中杨公祠包括两处。列入此批市级文物保护单位的列国石实际上是一块普通的石头，一些资料不再将其作为市级文物保护单位。以下按照《中共保定党史大事记》记载的顺序列出全部17项。时代、地址信息据2014年版《保定市市区不可移动文物保护名录》。直隶审判厅不在《中共保定党史大事记》记载的17项之内，但是现场立有保定市文物保护单位标识碑。
| 名称                       | 时代        | 地址                          | 图像 |
| -------------------------- | ----------- | ----------------------------- | ---- |
| 河北省立第二师范学校       | 清          | 北市区西下关街18号            |      |
| 育德中学[国 6]             | 1907-1937年 | 北市区金台驿街86号            |      |
| 第一客栈                   | 1918年      | 南市区唐家胡同18号            |      |
| 鸣霜楼（钟楼）[省 2][国 7] | 明          | 南市区裕华西路北侧            |      |
| 古莲池[省 2][国 5]         | 元-清       | 南市区裕华西路246号           |      |
| 大慈阁[省 2][国 6]         | 元          | 南市区穿行楼北街57号          |      |
| 天水桥                     | 明          | 南市区长城南大街南关府河之上  |      |
| 古城墙                     | 明          | 南市区天威中路动物园北侧      |      |
| 杨公祠                     | 明          | 北市区皇华馆街                |      |
| 杨公祠                     | 明          | 南市区大金线胡同              |      |
| 直隶总督署[省 4][国 3]     | 清          | 南市区裕华西路301号           |      |
| 清河道署[省 3][国 7]       | 清          | 南市区兴华西路3号             |      |
| 淮军公所[省 3][国 7]       | 清          | 南市区恒祥南大街627号         |      |
| 慈禧行宫                   | 清          | 南市区保定市第二中学院内      |      |
| 光园[省 3][国 7]           | 1916年      | 南市区永华南大街105号         |      |
| 刘守庙                     | 清          | 南市区天威东路538号市中医院内 |      |
| 清真西寺                   | 清          | 南市区清真寺街                |      |
| 列国石                     |             |                               |      |
| 直隶审判厅[省 5][国 7]     | 1910年      | 北市区法院东街236号           |      |

## 第二批
1993年2月1日（一说为1992年11月），保定市人民政府公布了第二批市级文物保护单位，总数不明。以下综合2014年版《保定市市区不可移动文物保护名录》、《中国文物保护单位名录》等资料列出可确认为第二批保定市文物保护单位的项目。2005年，冷公祠被房地产开发商拆除。
| 名称                             | 时代   | 地址                     | 图像 |
| -------------------------------- | ------ | ------------------------ | ---- |
| 忠烈祠                           | 清     | 北市区皇华馆街杨公祠北侧 |      |
| 冷公祠                           | 清     | 南市区裕华西路南侧       |      |
| 关岳庙                           | 1916年 | 南市区力高豪园内         |      |
| 观音堂                           | 明     | 南市区裕华园小区内       |      |
| 石家花园                         | 1923年 | 北市区保定市第一医院内   |      |
| 义面粉公司                       | 1919年 | 南市区长城南大街681号    |      |
| 贤良祠                           | 清     | 北市区西大街629号        |      |
| 稻香村“糕点铺”[省 5]             | 1917年 | 北市区西大街195号        |      |
| 协生印书局                       | 1926年 | 北市区永华南大街390号    |      |
| 保定陆军军官学校旧址[省 3][国 6] | 清末   | 北市区东风东路585号      |      |
| 大汲店戏楼                       | 清     | 新市区大汲店村内         |      |

## 第三批
2009年8月4日，保定市人民政府发布[2009]保市府133号文件《保定市人民政府关于公布我市第三批市级文物保护单位及其保护范围的通知》，将7处建筑列为市级文物保护单位。
| 编号 | 名称       | 时代   | 地址                     | 图像 |
| ---- | ---------- | ------ | ------------------------ | ---- |
| 1    | 刘春霖墓   | 1942年 | 复兴西路中鲁岗村         |      |
| 2    | 东清真寺   | 清代   | 长城南大街382号          |      |
| 3    | 清真女寺   | 1916年 | 清真寺街                 |      |
| 4    | 关西街教堂 | 1918年 | 关西街91号               |      |
| 5    | 城隍庙     | 1923年 | 市府后街39号古城宾馆院内 |      |
| 6    | 乐寿园     | 1922年 | 河北农业大学幼儿园北侧   |      |
| 7    | 同仁中学   | 1924年 | 保定市第一中学院内       |      |

## 備註
1. ↑  以下11项除冷公祠之外均被列入2014年版《保定市市区不可移动文物保护名录》，其中保定陆军军官学校旧址、稻香村“糕点铺”分别为全国重点文物保护单位、省级文物保护单位。《保定市市区不可移动文物保护名录》没有给出各项的公布时间。[2]《中国文物保护单位名录》中1992年11月公布的市县级文物保护单位有忠烈祠、冷公祠、关岳庙、直隶审判厅、观音堂、保定市第二师范学校、石家花园、第一客栈、乾义面粉公司、贤良祠、稻香村、协生印书局。[4]根据其他资料，直隶审判厅、保定市第二师范学校、第一客栈应为第一批保定市文物保护单位。据新闻报道，大汲店戏楼立有“保定市重点文物保护单位 1993年2月1日”的石碑[5]，而《中国文物保护单位名录》中大汲店戏楼被列为清苑县境内公布时间不详的市县级文物保护单位。[4]《中国文物保护单位名录》中保定陆军军官学校旧址已升为省级文物保护单位[4]，据保定市文化广电和旅游局发布的微信文章，保定陆军军官学校旧址曾在1993年2月入选市级文物保护单位。[6]

升级全国重点文物保护单位
- [国 3]：入选第三批全国重点文物保护单位
- [国 5]：入选第五批全国重点文物保护单位
- [国 6]：入选第六批全国重点文物保护单位
- [国 7]：入选第七批全国重点文物保护单位

升级河北省文物保护单位
- [省 2]：入选第二批河北省文物保护单位
- [省 3]：入选第三批河北省文物保护单位
- [省 4]：入选第四批河北省文物保护单位
- [省 5]：入选第五批河北省文物保护单位